# 干果木
干果木（学名：Xerospermum bonii）为无患子科干果木属下的一个种。